# Canton de Saint-Paul-4
Le canton de Saint-Paul-4 est un ancien canton de l'île de La Réunion, département d'outre-mer français de l'océan Indien. Il se composait d'une fraction de la commune de Saint-Paul. Il comptait 11 316 électeurs en 2005.

## Histoire
| Période | Période | Identité           | Étiquette    | Qualité                                                               |
| ------- | ------- | ------------------ | ------------ | --------------------------------------------------------------------- |
| 1992    | 1998    | Jean-Edmond Amalou | DVD          | Agent administratif                                                   |
| 1998    | 2004    | Julien Ramin       | PCR          | Retraité Adjoint au maire de Saint-Pierre                             |
| 2004    | 2011    | Teddy Soret        | UMP puis DVD | Enseignant, chargé de mission Conseiller municipal de Saint-Paul      |
| 2011    | 2015    | Joseph Sinimalé    | UMP          | Retraité de la fonction publique Maire de Saint-Paul (de 2014 à 2020) |

De droite, Teddy Soret s'est imposé au second tour en 2004 en l'emportant de neuf voix sur Jean-Marc Gamarus, du PCR. Les résultats de ce vote ont été contestés en justice et annulés. Mais le candidat sortant l'a de nouveau emporté au second tour en novembre 2005 face au même adversaire. Il a cette fois remporté l'élection avec 60,4 % des voix.